# Ден Картер
Ден Картер (енгл. Dan Carter; 5. март 1982) је новозеландски рагбиста и један од најбољих играча свих времена.

## Биографија
Данијел Вилијам Картер рођен је у малом месту Листон у региону Кантербери на јужном острву Новог Зеланда. Дебитовао је 2002. за Кантербери у ИТМ Куп-у, а већ следеће године почео је да игра за рагби јунион тим Крусејдерси у Супер Рагби и рагби јунион репрезентацију Новог Зеланда. За Крусејдерсе Картер је постигао 1 708 ( рекорд ) поена у 141 утакмици. У јуну 2003. Картер је дебитовао за "Ол Блексе" и постигао је 20 поена против Велса. Са 1532 постигнута поена за Нови Зеланд, Данијел Картер је најбољи поентер у историји рагбија када су у питању репрезентације. Данијел Картер је два пута проглашен за најбољег рагбисту на свету ( 2005, 2012 ). Картер је са Кантерберијем освојио 5 титула шампиона Новог Зеланда ( 2001, 2004, 2008, 2009 и 2010 ), а са Крусејдерсима је освојио 4 титуле Супер Рагби ( 2002, 2005, 2006 и 2008 ). Ден Картер је у каријери кратко играо за француски Перпињан и освојио 2009. Топ 14. Са репрезентацијом Новог Зеланда Картер је освојио једну титулу првака света 2011. и 8 титула шампиона јужне хемисфере ( Куп три нације и Куп четири нација). Ден Картер игра на позицији број 10 - отварач (енгл. Fly half) и сви се слажу да је Картер најбољи играч свих времена на овој позицији. 2015. Данијел Картер је постао најплаћенији рагбиста на планети, када је потписао уговор за француски рагби јунион клуб Расинг 92, по коме ће зарађивати 1 500 000 евра по сезони.